# نوبة غضب
نوبة الغضب، أو مزاج الغضب، أو الكلام العنيف أو نوبة الصراخ هي حالة نفسية يعبر عنها بٱنفجار شعوري، قد تتطور من الحالة الإرادية إلى الحالة اللاإرادية، وترتبط دائمًا بالأطفال، أو ممن يعانون من أزمة نفسية، تتميز نوبة الغضب عادةً بحالةٍ من العناد والبكاء، أوالصراخ، والصياح، والعويل، والتحدي، والغضب الحاد مع الرفض التام لأي محاولة صلح ، وقد يصل الأمر في بعض الحالات إلى اللجوء إلى العنف، والخطر. قد يفقد الشخص السيطرة على جسده مما يصعب عليه البقاء ساكنًا أو القدرة على التحكم في غضبه، وقد لا يهدأ المصاب حتى تتحقق له أهدافه .
يبقى هذا المزاج أو النوبة فترة قصيرة ويزول بعدها، وقد يعبر عن نوبة الغضب في صورة خطبة عنيفة بمفردات تحتوي كلامًا مطولاً وعنيفا.

## الأطفال الصغار
تعد نوبات الغضب أحد أشكال المشاكل  السلوكية الأكثر شيوعًا بين الأطفال الصغار، ولكن معدل تكرارها وشدتها يميل إلى الإنخفاض مع نمو الطفل واكتسابه لبعض السيطرة على حياته، بالنسبة للطفل الرضيع قد تعتبر نوبات الغضب ظاهرة طبيعية، وتكون طاقة الغضب مقياسًا لقوة الشخصية التي تنشأ أخيرًا من كبح الغضب. يرى البعض أن نوبات الغضب تعد مؤشرًا لسلوكيات معادية للمجتمع في المستقبل،  بينما يرى آخرون أن نوبات الغضب جزء طبيعي يصاحب عملية نمو الطفل، وتميل تلك النوبات إلى الاندثار مع نمو الطفل.
حذرت سيلما فرايبرغ من ممارسة ضغوط هائلة أو طرق قهرية للسيطرة من الخارج أثناء تربية الطفل؛ حيث قد يؤدي ذلك إلى تحفيز نوبات غضب: «فإذا حولنا في كل مرة نقوم فيها بتغيير ملابس الطفل والبحث عن الأشياء الثمينة والثوب التلطخ في الطين ونشر القاذورات إلى أزمة حكومية؛ سنستدعي بسهولة التحدي الصارم ونوبات الغضب وجميع المسببات للتمرد في مرحلة الطفولة».

### الأنماط
أجري بحث عام 2011 ينص على أن الأطفال الصغار يستخدمون نوبات الغضب للتعبير عن شعورين هما: الغضب والخوف، سواء كان ذلك بالتزامن أو حدوث كلاهما منفصلًا عن الآخر. ولنوبات الغضب هذه عادةً «نمط وإيقاع» حسب «الألفاظ المستخدمة». ويمكن أن يؤدي تحليل تلك الأنماط إلى تمييز أي من نوبات الغضب تكون طبيعية وأيهما يكون مؤشرا على مشكلات مستقبلية. «قد تكون علامات تحذير لاضطراب خفي». ذكرت«محطة راديو بابلك ناشيونال» حديثًا لـ «بوتيجال» تقول فيه «إن المحك في إنهاء نوبة الغضب في أسرع وقت من الممكن أن يضيع على الطفل الشعور بذروة الغضب، وعندما يتجاوز الطفل الشعور بالغضب، يتبقى الشعور بالحزن، وكثيرًا ما تجافي الراحة الأطفال الحزينين. إن أسرع طريقة لتجاوز الغضب هي ألا تفعل شيئًا». ولقد أطلق على الباحثين اسم «العلماء الشجعان»؛ لتعاملهم مع موضوعات البحث هذه.

## العجز العقلي
اعتبر فرويد أن اكتساب الرجل الذئب لنوبات غضب مزاجية ـ عندما أصبح يشعر بـ «عدم الرضا والقلق والعنف، والقيام بأفعال عدائية في كل مناسبة ممكنة ثم الاندفاع في ثورة غضب والصراخ مثل الوحش» - كانت ترتبط بتعرضه للإغواء من جانب شقيقته، واعتبر أيضًا أن مايعانيه المريض بعد ذلك من «نوبات من الغضب ومشاهد الثورة يكون لها هدف جديد، فرض عقوبات وإشباع إحساسه بالذنب» نقطة يرى أنه ينبغي أن يضعها المعلمون نصب أعينهم عمومًا عندما تنتاب الطفل نوبات غضب مستمرة.
الغيرة من ميلاد شقيق صغير وماينتج عنها من سلوك عدائي قد يثير أيضًا نوبات الغضب تجاه أمور تافهة، في محاولة احتواء الغضب الشعوري الأساسي.
قد يكون بعض الأشخاص المصابين باضطرابات عصبية، وكانوا يجمعون بين مرضي التوحد أو التأخر العقلي أكثر عرضة للإصابة بنوبات غضب أكثر من غيرهم، رغم أن أي شخص يعاني من تلف في الدماغ الأمامي (مؤقت أو دائم) قد يعاني من نوبات الغضب أيضًا، وكل شخص عرضة للإصابة بنوبات غضب بغض النظر عن النوع أو العمر.

## النرجسية
استنتج هاينز كوهت أن جميع الأطفال يمتلكون جوهرًا متمركزًا حول أنفسهم، فيما يعرف باسم جنون العظمة، وأن نوبات الغضب في مواجهة الشعور بالإحباط كانت نتيجة غضب نرجسي عند انفجار صورة الذات المتضخمة.
ولاحظ إدموند برغلر فعلًا بطريقة مشابهة أنه عندما «يواجه الطفل بعض الرفض، بغض النظر عن مبررات هذا الرفض، فإن مجرد الرفض يثير تلقائيًا ثورة غضب، لأن هذا يزعج شعوره بالقدرة التامة».

## في مراحل الحياة اللاحقة
يقول وليم ثاكري إنه في مراحل الحياة اللاحقة «يمكنك أن تميز نوبة الغضب بمجرد الشخص الذي يعانيها من خلال تعبيرات القلق والإحباط التي تظهر على محياه» شخصية نوبات الغضب«إذا كان لنا أن نسميها هكذا».
في ثقافة الشهرة في القرن الحادي والعشرين، تجد تلك الشخصيات قمة شعورها في شكل نوبات غضب الشهرة، فالمشاهير من جميع الأعمار يستخدمون نوبات الغضب المزاجية كوسيلة للحصول على ما يريدون.

## أمثلة من وسائل الإعلام
- زا تاون سانتا فورغوت، كانت حلقات رسوم متحركة تليفزيونية خاصة تتناول قصة الصبي جيرمي كريك، الذي لا يعرف شيئًا سوى الطمع؛ فيقوم بنوبة غضب مزاجية وقتما يرى شيئًا يريده، وهو يريد كل شيء يراه.
- دونالد داك، هي قصة الرسوم المتحركة للبطة المستأنسة التي ابتكرها والت ديزني، ويتميز دونالد داك بمزاج متقلب جدًا تجاه السنجابين شيب ودال.
- نيكي جراهام المتسابق في مسلسل «بيغ برازر يو كيه» الذي أنتج عام 2006.